# MFM FC
El MFM FC es un equipo de fútbol de Nigeria que juega en la Liga Premier de Nigeria, la primera división de fútbol en el país.

## Historia
Fue fundado en el año 2007 en la ciudad de Lagos y es el equipo que representa a los ministros de la Mountain on Fire and Miracles de la iglesia pentecostal con la idea de que el deporte puede cambiar al mundo.
En 2013 el club logra el ascenso por primera vez a la Liga Nacional de Nigeria, y dos años después logra el ascenso a la Liga Premier de Nigeria.
El club fue fundador del torneo The Church World Cup, en el cual participaban equipos relacionados con religiones.
En su primer partido en la Liga Premier de Nigeria vencieron 2-1 al Nasarawa United en condición de visitante y Musa Newman se convirtió en el primer jugador del equipo en anotar en la Liga Premier de Nigeria, temporada en la que apenas salvaron la categoría por diferencia de goles.
La temporada 2017 fue muy diferente luego de terminar en segundo lugar solo detrás del Plateau United FC, con lo que jugará en la Liga de Campeones de la CAF 2018, el cual es su primera participación en un torneo continental.

## Palmarés
- Primera División de Nigeria: 1

2012/13

## Participación en competiciones de la CAF
| Temporada | Torneo                       | Ronda      | Club           | Casa | Visita | Global |
| --------- | ---------------------------- | ---------- | -------------- | ---- | ------ | ------ |
| 2018      | Liga de Campeones de la CAF  | Preliminar | AS Real Bamako | 1-0  | 1-1    | 2-1    |
| 2018      | Liga de Campeones de la CAF  | 1          | MC Alger       | 2-1  | 0-6    | 2-7    |
| 2018      | Copa Confederación de la CAF | 2          | Djoliba AC     | 0-1  | 0-0    | 0-1    |

## Jugadores

### Jugadores destacados
- Musa Newman